# Rybatskoïe (métro de Saint-Pétersbourg)
Pour les articles homonymes, voir Rybatskoïe.
Rybatskoïe (en russe : Рыба́цкое) est la station terminus sud-est de la ligne 3 du Métro de Saint-Pétersbourg. Elle est située sur le territoire de l'Okroug municipal éponyme (ru), dans le raïon la Neva, à Saint-Pétersbourg en Russie.
Mise en service en 1984, elle est desservie par les rames de la ligne 3 du métro de Saint-Pétersbourg. Elle est en correspondance avec la gare de Rybatskoïe (ru) desservie par des trains de banlieue.

## Situation sur le réseau

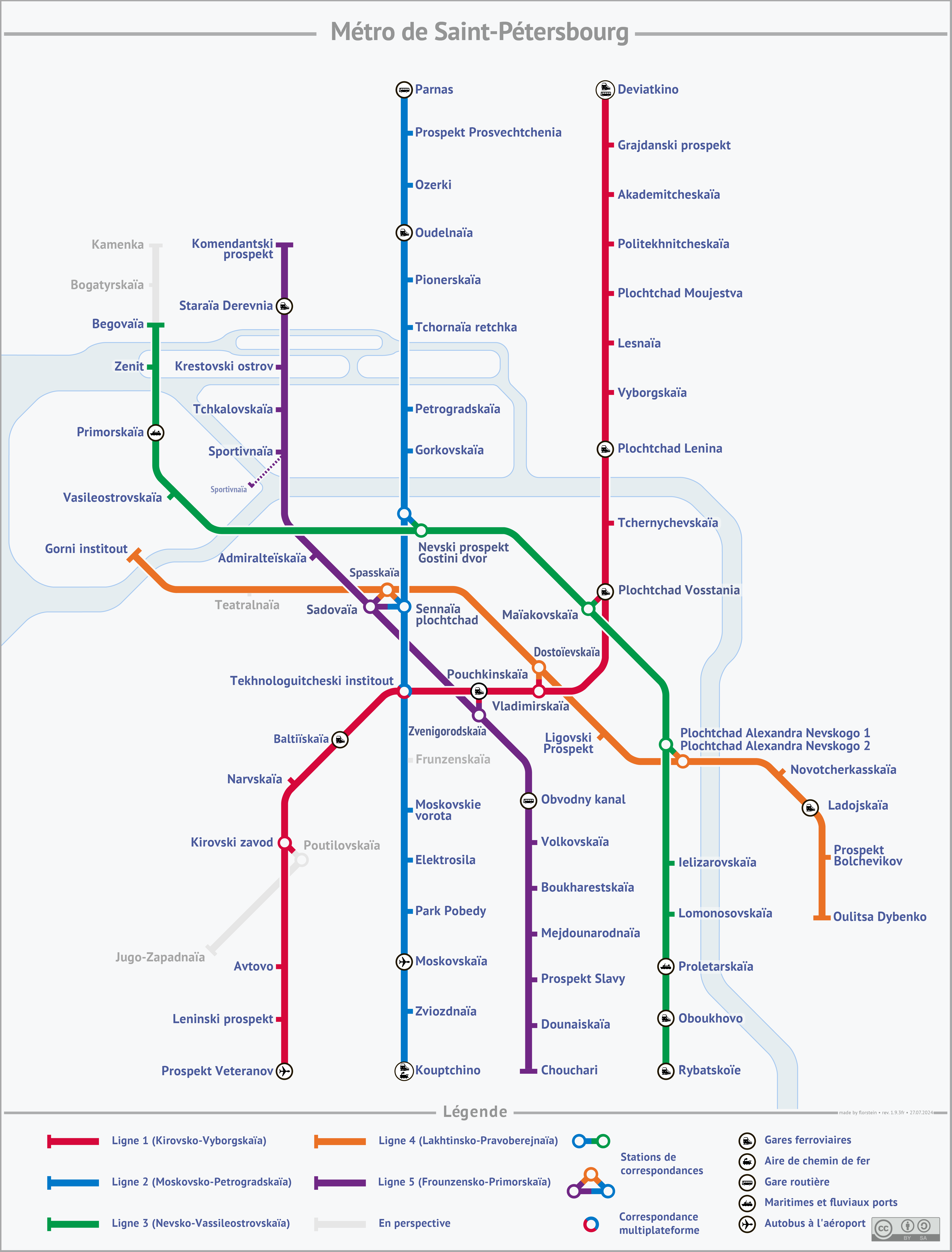
Plan du métro.

Établie en surface, Rybatskoïe est la station terminus sud-est de la ligne 3 du métro de Saint-Pétersbourg. Elle est située avant la station Oboukhovo, en direction du terminus nord-ouest Begovaïa.
La station, totalement couverte, dispose des deux voies de la lignes encadrées par deux quais latéraux. Elle est établie entre la sortie des tunnels et un dépôt du métro. Elle est également établie en parallèle des voies ferrées de la gare.

## Histoire
La station terminus Rybatskoïe est mise en service le 28 décembre 1984, lors de l'ouverture à l'exploitation du prolongement de Oboukhovo à Rybatskoïe. Elle est nommée en fonction du quartier historique éponyme.
La station est fermée du 1er mai 2000 au 1er avril 2001 pour la réalisation d'un chantier de rénovation. De 2003 à 2006, les trains de banlieue ne s'arrêtent plus à la gare du fait de l'impossibilité des échanges avec la station su métro après la construction d'un nouveau quai. C'est le 2 décembre 2006 qu'est mis en service une nouvelle liaison piétonne souterraine passant par le quai des trains de banlieue. Ces trains s'arrêtent tous à partir de cette date.

## Services aux voyageurs

### Accès et accueil
La station dispose de plusieurs accès par de petits escaliers fixes, sur la rue qui longe le bâtiment et par un passage piéton souterrain permettant un lien avec la gare mais aussi avec le quartier résidentiel situé de l'autre côté des voies du chemin de fer.

### Desserte
Rybatskoïe est desservie par les rames de la ligne 3 du métro de Saint-Pétersbourg.

Installations et desserte
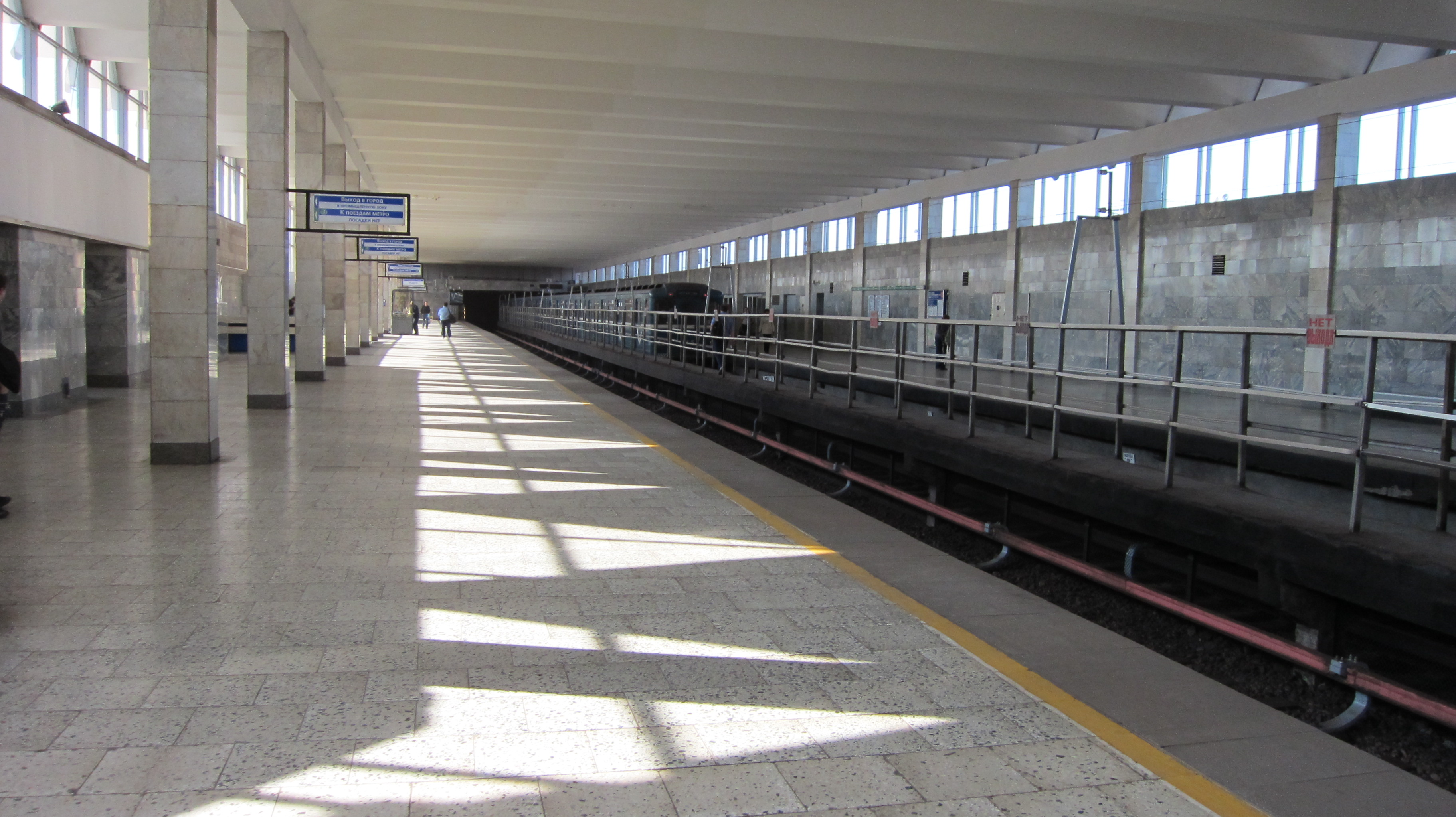
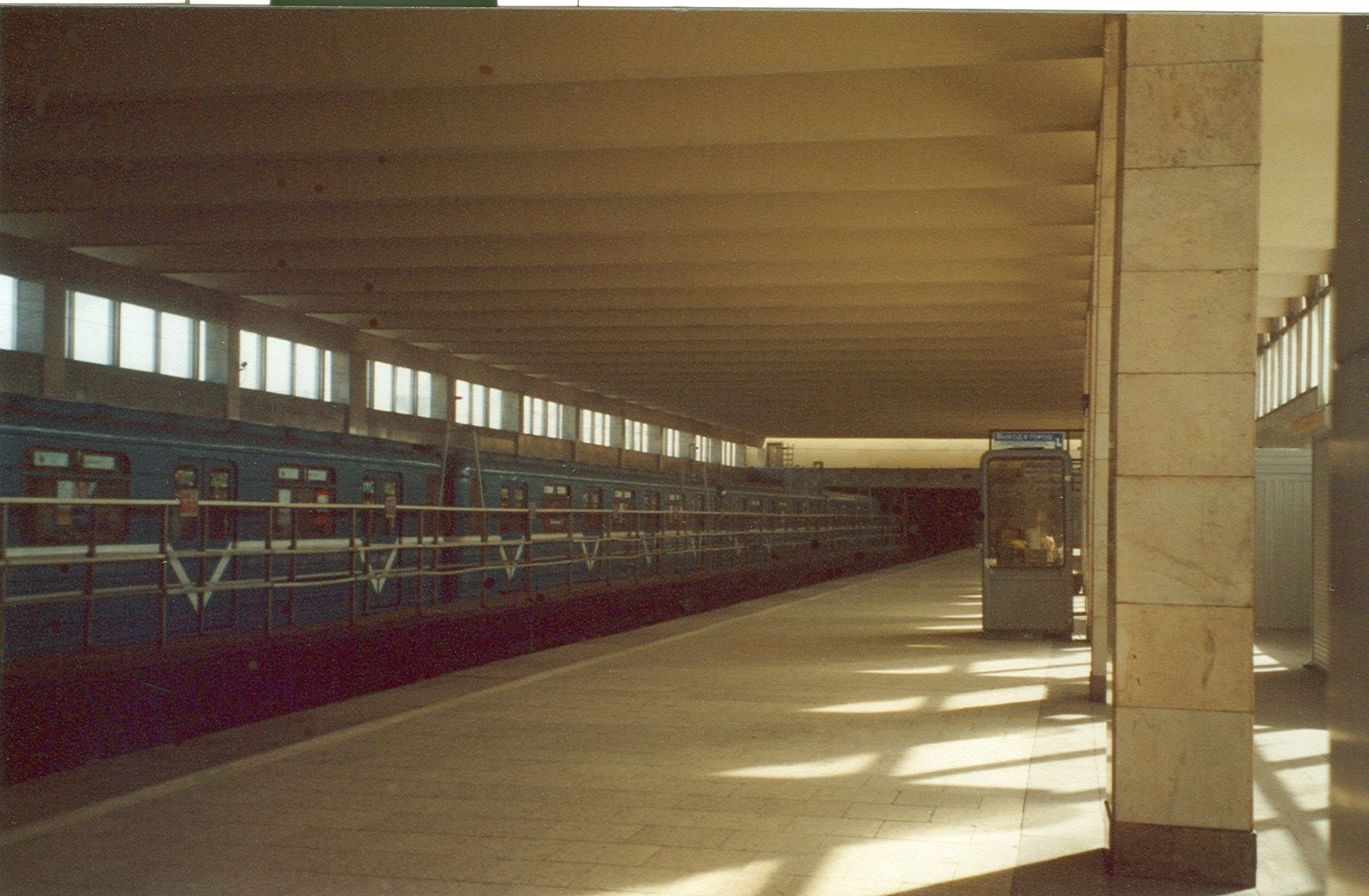
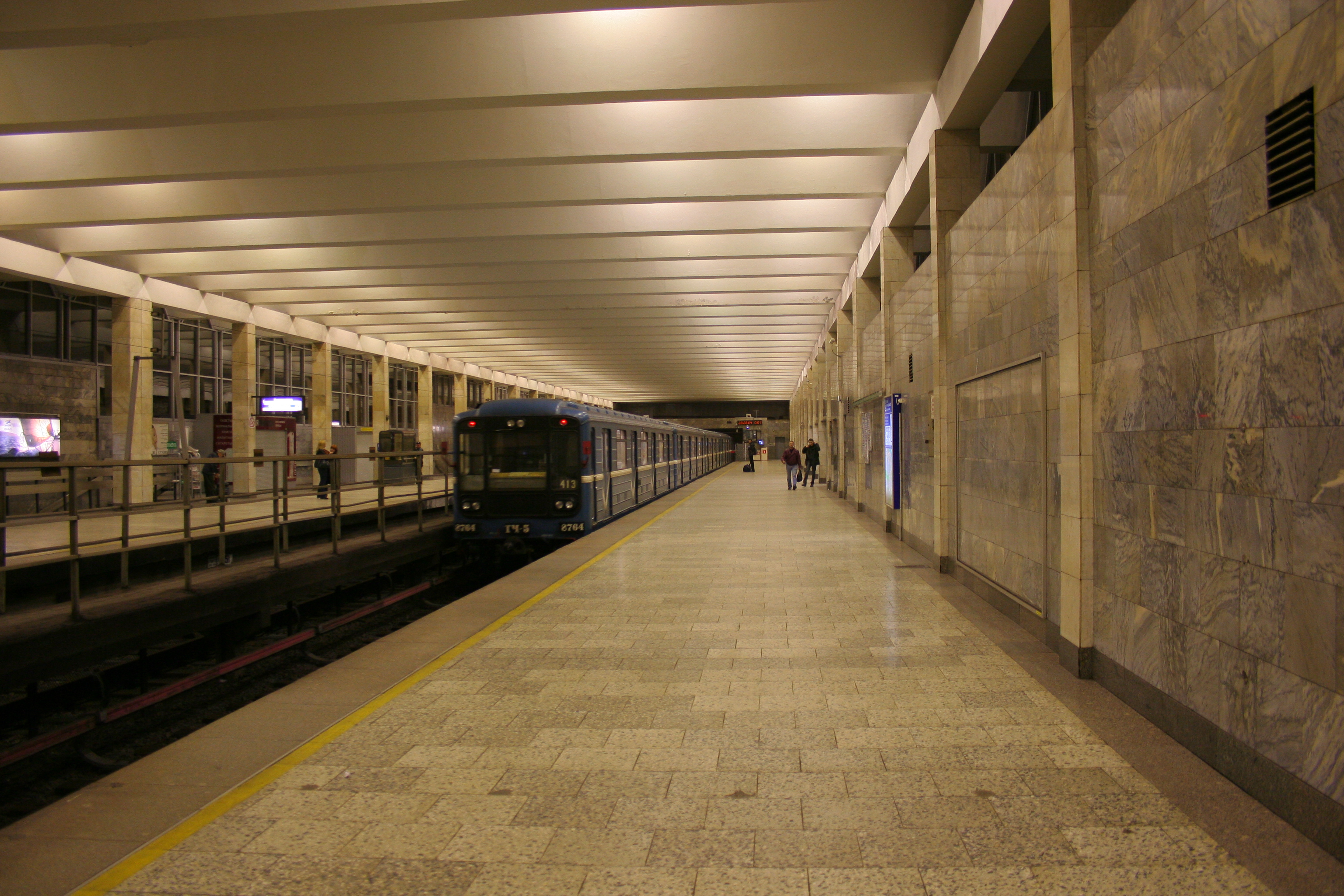

### Intermodalité
La station est en correspondance avec la Modèle:Lienêt, desservie par des trains de banlieue. Une station du tramway de Saint-Pétersbourg, accessible par le passage piéton sous les voies, est desservie par les lignes 24 et 27. Elle dispose également à proximité d'arrêts de bus desservis par plusieurs lignes.